# Arzawa

Localización de los principales lugares de la Anatolia hitita.

Arzawa (forma antigua Arzawiya) era un reino y una región de Anatolia occidental del II milenio  a. C.
Es un término hitita para referirse a una región no muy bien definida de Anatolia occidental, y, a veces, por extensión, se usa también para referirse a la alianza de los reinos de la región (el mayor de los cuales se suele llamar Arzawa Menor). De la cultura de Arzawa poco se sabe, excepto que la lengua de la corte era el luvita, emparentado con el hitita. 

## Historia
Su historia es conocida únicamente por fuentes foráneas, provenientes esencialmente del reino vecino de los hititas, que combatieron muchas veces en esta región. La localización exacta de Arzawa aún es debatida. Se la sitúa  al suroeste de Anatolia,  entre las posteriores Licia y Lidia. Podría haberse extendido hasta el mar Egeo.
Era un reino de cultura luvita, como lo atestiguan los nombres de personajes originarios de este país, y el hecho de que se veneraba a dioses luvitas, como Tarhun (el dios de las tormentas).
Las confederaciones de reinos de Arzawa fueron un problema constante para los hititas, que tuvieron que intervenir en numerosas ocasiones para repeler invasiones de su propio territorio o para asegurar que sus vasallos no eran expulsados de la región.
El primer testimonio histórico del reino de Arzawa data del reinado de Hattusili I, hacia 1650 a. C. Un conflicto le enfrentó a su vecino occidental, que era ya una gran potencia. Aprovechando el debilitamiento del reino hitita durante el reinado de Zidanta I (hacia 1550 a. C.), los reyes de Arzawa extendieron su territorio. Cuando el reino hitita volvió a ser una gran potencia a partir del reinado de Tudhaliya I/II, Arzawa fue una fuente de grandes problemas para él, igual que toda la región de Anatolia occidental, en la que los ahhiyawa (¿los aqueos?), comenzaron a poner el pie. Madduwatta, un monarca local vasallo de los hititas provocó a Kupanta-Kurunta, rey de Arzawa que le había vencido. Los dos terminaron por firmar la paz, para disgusto de Tudhaliya que veía con mal ojo a su vasallo aliarse con su enemigo. Tudhaliya I/II combatió a su vez contra Arzawa, sin mucho éxito. Este reino estaba en su apogeo, mientras que Hatti se enfrascaba en disputas dinásticas.
El momento álgido de Arzawa llegó durante el reinado de Tarhundaradu (primera mitad del siglo XIV a. C.), contemporáneo de los reyes hititas Arnuwanda I y Tudhaliya III: la debilidad hitita durante el final del gobierno de Arnuwanda colocó a Tarhundaradu en una posición que quizá le permitía reclamar la hegemonía sobre Anatolia, hasta el punto de que Amenofis III, faraón de la dinastía XVIII de Egipto, firmó un pacto con él. El soberano de Arzawa aprovechó para conquistar las tierras bajas hititas. Después contactó con Akenatón, en las que le refirió la situación mediante dos cartas que le remitió en hitita, y le solicitó una alianza matrimonial. Sin embargo, Tudhaliya III logró recuperar el poderío hitita. Su sucesor, Suppiluliuma I, obtuvo una victoria sobre Arzawa. Pero no fue suficiente: Uhha-Ziti, el nuevo rey de Arzawa, logró formar una coalición contra Hatti con ayuda de los ahhiyawa.  El rey hitita Mursili II, hijo de Suppiluliuma, emprendió una gran expedición, con la que tardó dos años en vencer a Arzawa. Tomó su capital, Apasa (¿Éfeso?) y sometió todas los territorios aledaños. Según las declaraciones de Mursili, 65000 habitantes de Arzawa fueron deportados al país hitita. Arzawa fue dividida entre los antiguos vasallos de Uhha-Ziti, los reinos de Hapalla, Mira-Kuwaliya y el país del río Seha, que pasaron a la órbita hitita con la firma de tratados de vasallaje con Mursili. No se sabe exactamente lo que sucedió a Arzawa, el reino de Mira podría haber recuperado las regiones que constituían el corazón.
Se produjeron revueltas en Arzawa, sobre todo durante el reinado de Muwatalli II, quien hizo frente a las ambiciones de los ahhiyawa, y durante el de Tudhaliya IV, que reprimió la revuelta del país del río Seha. En la región se establecieron algunos de los Pueblos del Mar que asolaron el Oriente Próximo, como los lucca (licios). 
A pesar de estas continuas rebeliones, Arzawa permaneció bajo el dominio del Imperio hitita hasta la desaparición de este último (hacia 1200 a. C.), momento en el cual surgen distintas monarquías de cultura hitita en Arzawa, que posteriormente darán lugar al reino de Lidia.
La última mención a Arzawa es de Ramsés III, que refiere la destrucción del reino por los Pueblos del Mar.

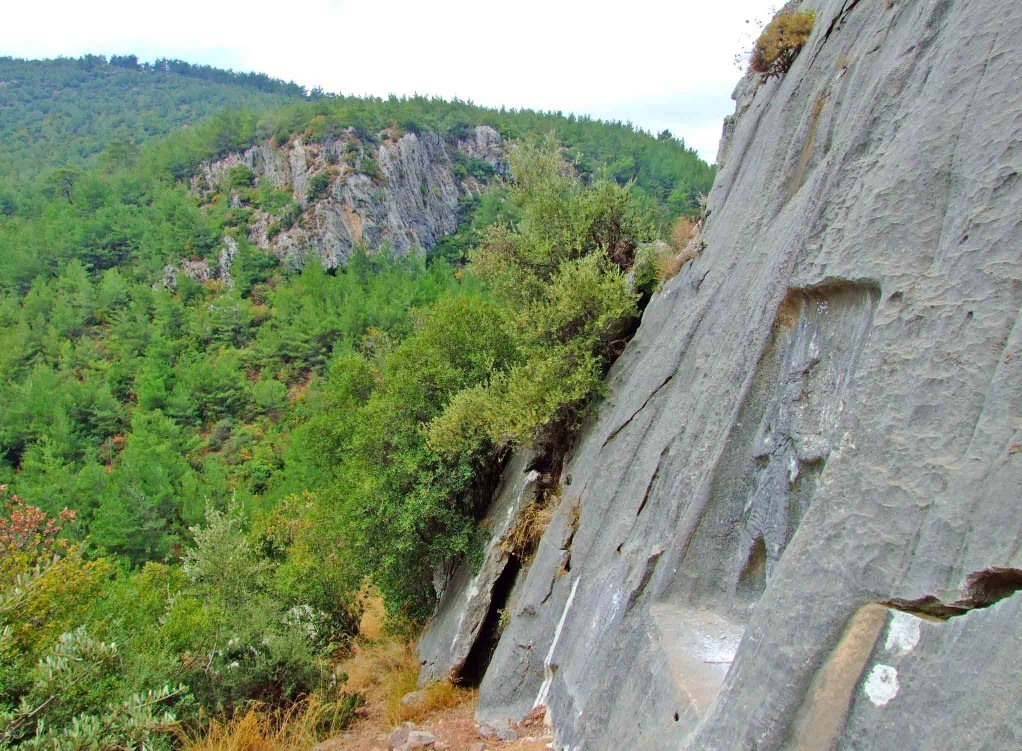
Karabel, príncipe guerrero esculpido en la roca en el monte Nif cerca de Kemalpaşa, İzmir, Turquía, donde hay una inscripción que le atribuye a "Tarkasnawa, Rey de Mira", una parta del antiguo reino de Arzawa.

## Cronología
Los principales hechos en la región fueron:
- 1450 a. C.: Arzawa controla toda la región interior de la Anatolia occidental, desde el río Kizil Irmak, excepto la zona sur de Lucca.
- 1430 a. C.: El Reino de Zippasla, aliado de los hititas, conquista Arzawa.
- Década de 1370 a. C.: Arzawa conquista el suroeste de Anatolia y lo mantiene durante 20 años, perdiéndolo finalmente frente a los hititas.
- 1350 a. C.: Fragmentación del reino en cuatro regiones independientes: Mira, Marsa, Hapalla y el país del río Seha.
- 1335-1325 a. C.: La mayor parte del reino logra reunificarse bajo el mandato de Uhha-Ziti. Los hititas lo invaden y reconocen los reinos en los que se había subdividido como sus vasallos.